# Cecilienallee

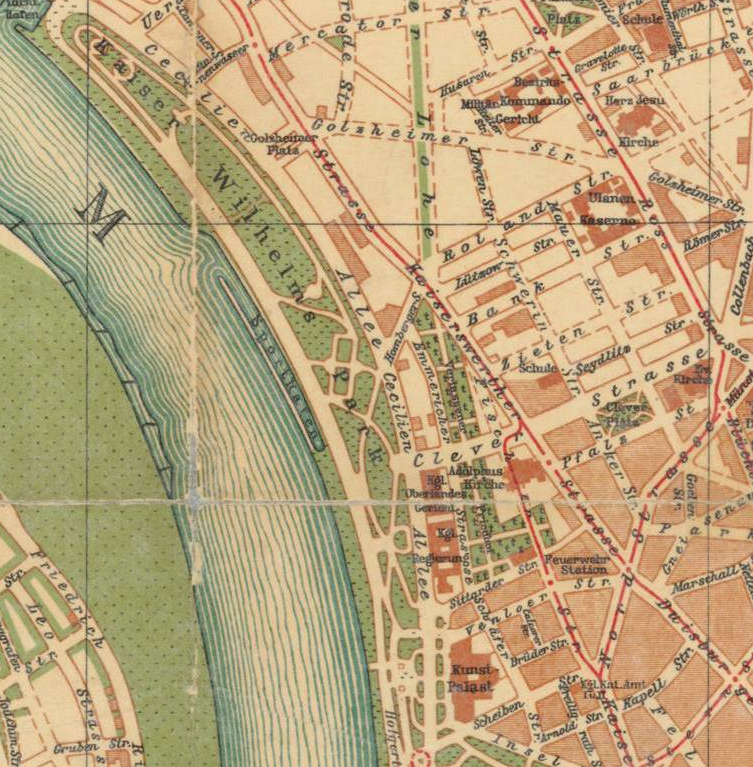
Darstellung der Cecilienallee in einem Stadtplan von 1909

Die Cecilienallee in Düsseldorf ist eine am Rheinufer entlangführende Nord-Süd-Verbindungsstraße in der nordrhein-westfälischen Landeshauptstadt. Die zu Beginn des 20. Jahrhunderts angelegte Straße ist nur auf der östlichen Straßenseite bebaut. Die westliche Seite des Straßenzuges wird auf der gesamten Länge vom Rheinpark Golzheim gesäumt.

## Straßenverlauf
Die Cecilienallee beginnt im Stadtteil Pempelfort, nördlich des Ehrenhofs. Sie bildet zusammen mit dem Rheinufertunnel eine wichtige innerstädtische Nord-Süd-Verbindung sowie weiterführend über die Rotterdamer Straße eine Zufahrt zum Düsseldorfer Messegelände. An der Einmündung der Klever Straße beginnt das Golzheimer Teilstück der Cecilienallee. Der südliche Teil bis zur Homberger Straße ist Teil der B 1. Die Cecilienallee folgt dem Verlauf des Rheins und beschreibt einen leichten von Süden nach Nordwesten führenden Bogen. An der Einmündung der Uerdinger Straße, wo die Cecilienallee in die Rotterdamer Straße übergeht, wird das Straßenbild durch die dort querende Theodor-Heuss-Brücke geprägt.

## Geschichte
Der vom Stadtbaumeister Buch 1884/85 entworfene Stadterweiterungsplan sah im Bereich der heutigen Cecilienallee die Anlage einer Rheinuferstraße und ausgedehnter Grünflächen vor. Außerdem waren Gleisanlagen geplant, um dort möglicherweise einen neuen Hafen anzulegen. Nachdem die Stadt Düsseldorf sich 1886 dazu entschieden hatte, den neuen Handelshafen nicht in Golzheim anzulegen, stellte sich die Frage, wie man das Gelände an der dort vorgelagerten Rheininsel, der Golzheimer Insel, zukünftig nutzen sollte. Neben städtebaulichen Aspekten, etwa der Schaffung von weitläufigen Flächen für die Industrie- und Gewerbeausstellung Düsseldorf 1902, spielte auch der Hochwasserschutz eine wichtige Rolle bei der Entwicklung dieses Uferabschnitts. So wurden zwischen 1898 und 1902 das Rheinufer vorgeschoben und die Golzheimer Insel aufgeschüttet. Auf dem so entstandenen hochwassergeschützten Gelände wurden der Kaiser-Wilhelm-Park und ab 1906 auch die „Cecilien-Allee“ (damalige Schreibweise) mit repräsentativen Verwaltungs- und Wohngebäuden angelegt.

## Bebauung

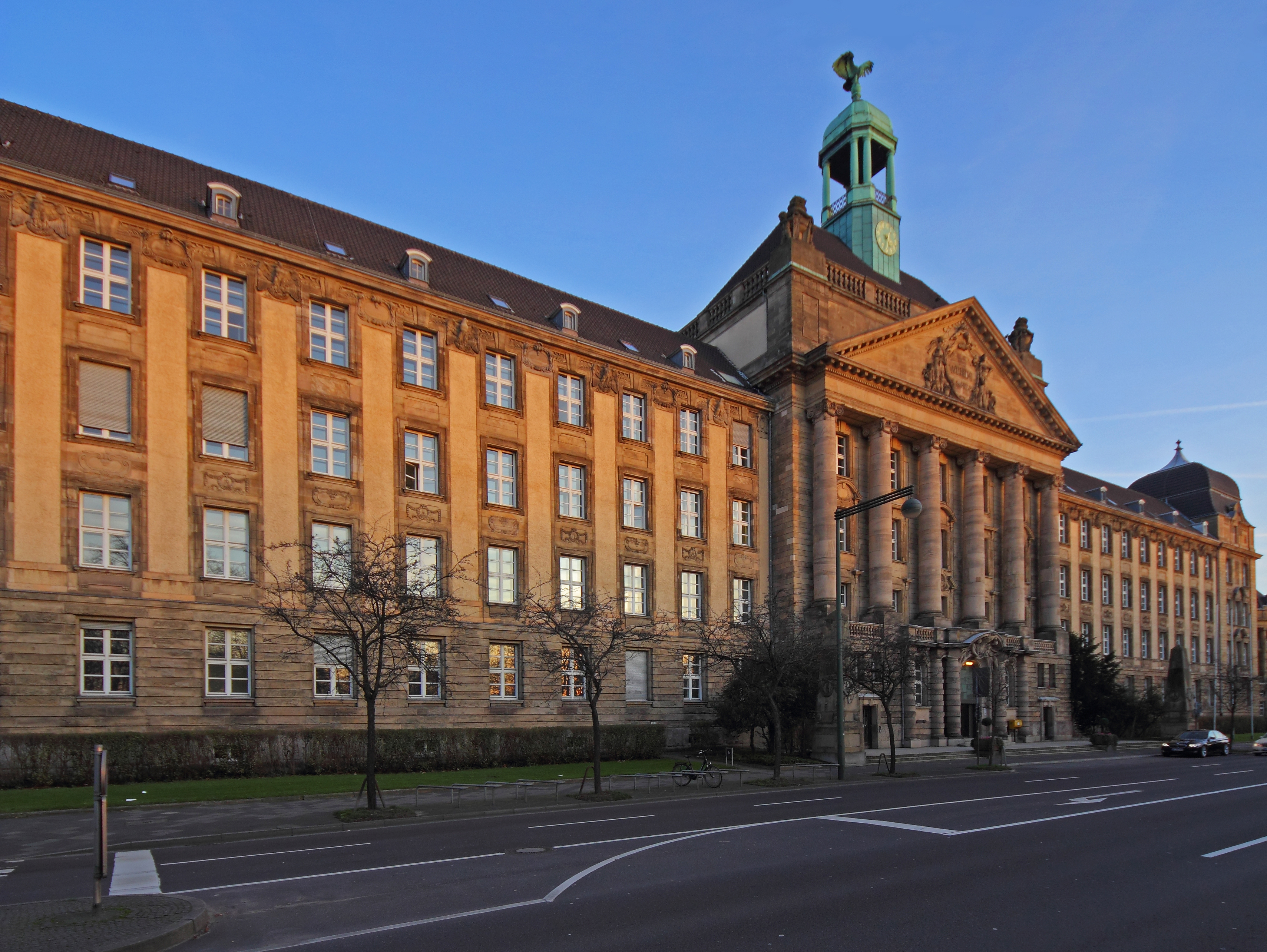
Bezirksregierung Düsseldorf, Cecilienallee 2

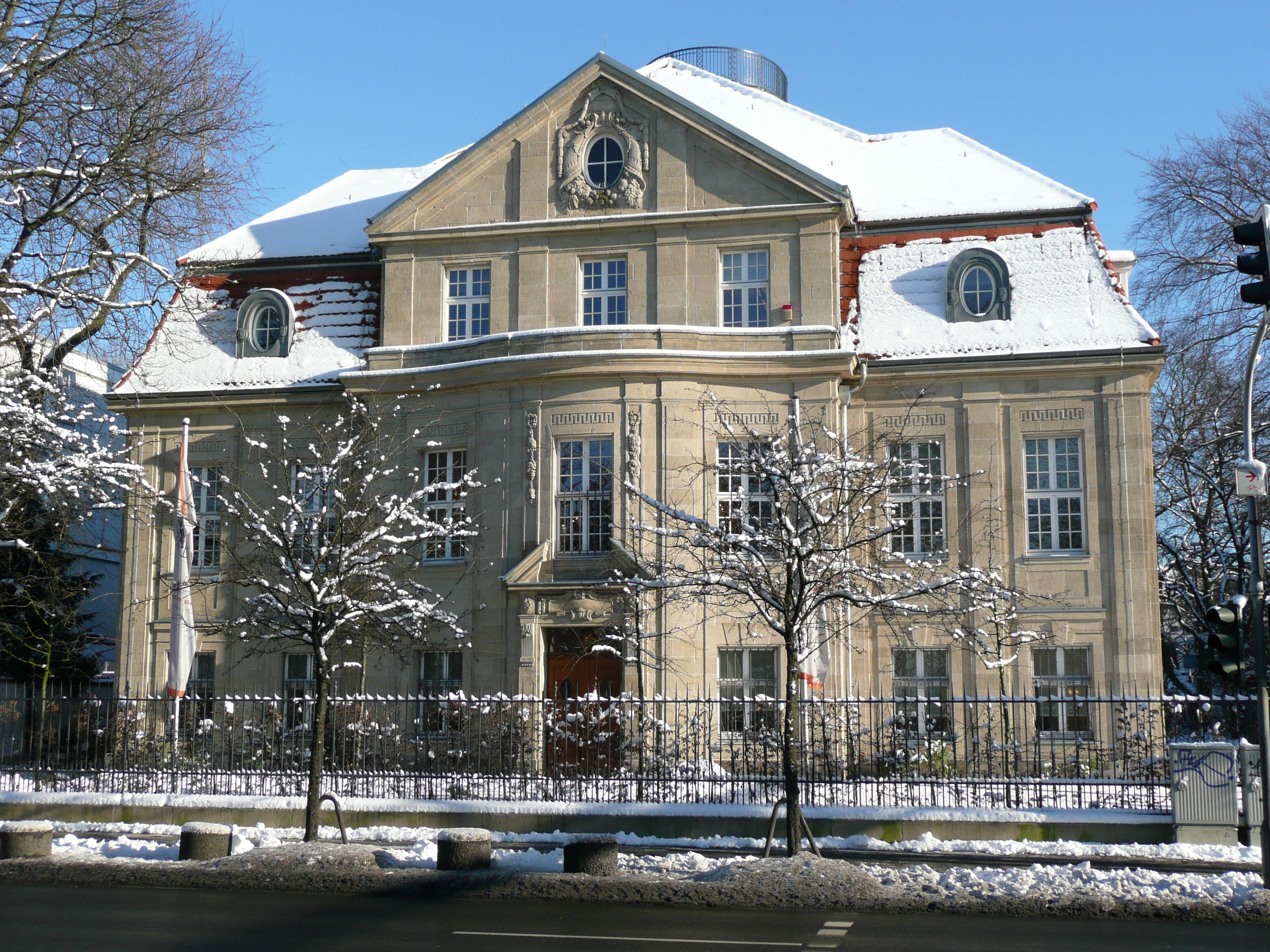
Neobarockes Palais des Gerichtspräsidenten, später Niederlassung der Berenberg Bank, Cecilienallee 4, Ecke Klever Straße

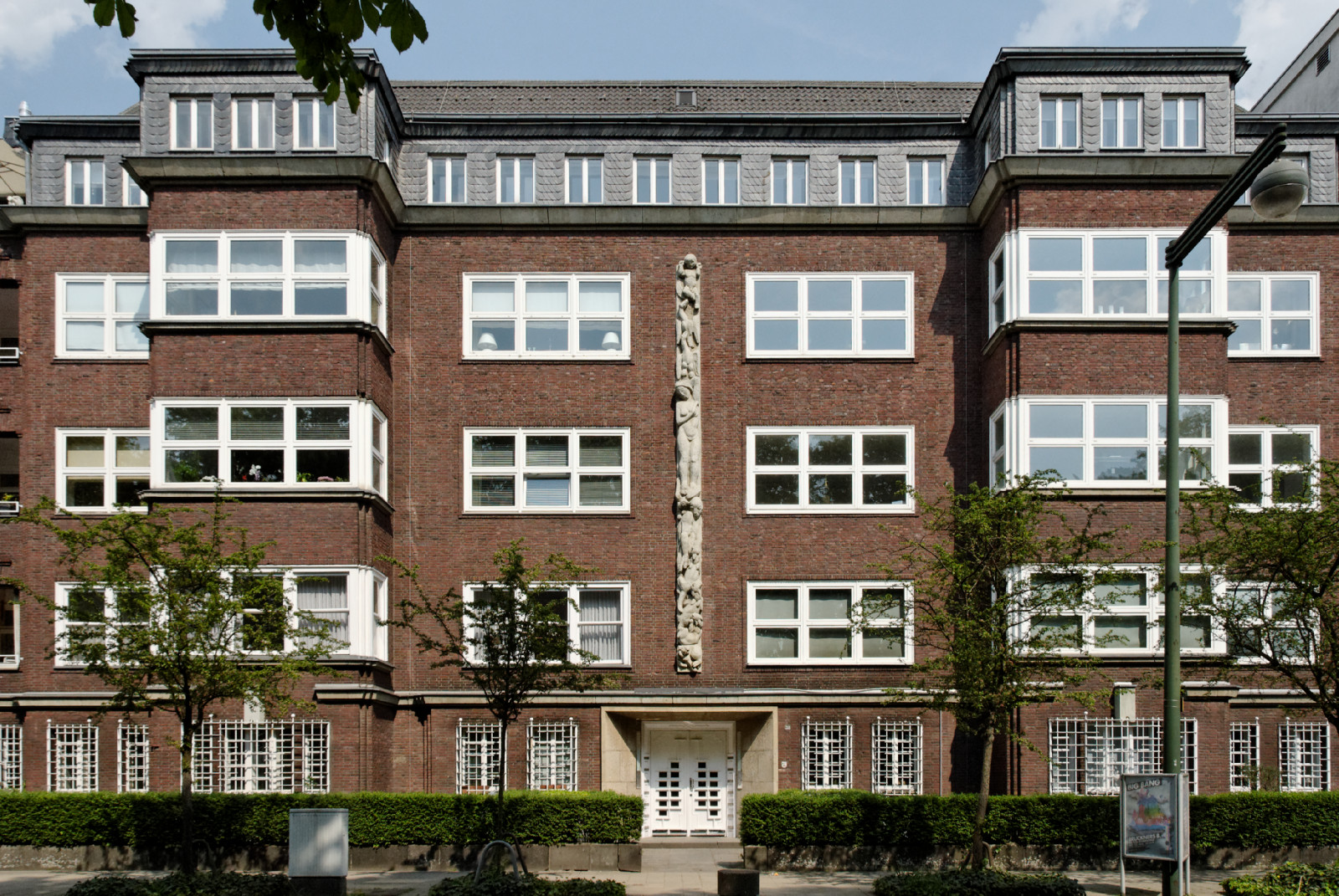
Denkmalgeschütztes Wohnhaus Cecilienallee 37–38a, Entwurf: Fritz Becker und Erich Kutzner (1925)

Der südliche Teil der Cecilienallee ist von imposanten, freistehenden Verwaltungsgebäuden im Stil des Neobarocks geprägt, darunter das Oberlandesgericht Düsseldorf und der Gebäudekomplex der Bezirksregierung Düsseldorf. Auch weiter nördlich, bis zur Homberger Straße, herrscht diese aufgelockerte Bebauung von großen Verwaltungsgebäuden vor, wobei es sich überwiegend um Gebäude aus der Zeit nach dem Zweiten Weltkrieg handelt. Bemerkenswert ist hier vor allem das unter Denkmalschutz stehende Gebäude des ehemaligen US-amerikanischen Generalkonsulats. Nördlich der Homberger Straße schließt sich überwiegend geschlossene Blockrandbebauung an, wobei die Gebäude aus unterschiedlichen Epochen des 20. und 21. Jahrhunderts stammen. Hier herrschen Gebäude aus den 1920er und 1930er Jahren vor. Zahlreiche Gebäude auf der Cecilienallee stehen unter Denkmalschutz.

## Benennung
Benannt wurde die Cecilienallee nach der letzten Kronprinzessin des Deutschen Reiches, Cecilie zu Mecklenburg. Ihr Gemahl, Kronprinz Wilhelm, war 1902 der Schirmherr der Industrie- und Gewerbeausstellung Düsseldorf gewesen, die auf der Westseite der Cecilienallee stattgefunden hatte. Die offizielle Einweihung der Straße fand am 1. März 1906 statt. Zwischen 1936/37 und 1945 war die Cecilienallee nach den Nationalsozialisten vor 1933, den sogenannten Alten Kämpfern, in zuerst „Ufer der Alten Garde“ gefolgt von „Alte-Garde-Ufer“ umbenannt. Verfügt wurde dies laut Bekanntmachungen des Polizeipräsidenten Fritz Weitzel mit Dienstsitz in der Staatspolizeileitstelle Düsseldorf. Auch die weiterführende Rotterdamer Straße wurde dem Straßennamen zugeschlagen.